# Josep Planaspachs
Josep Planaspachs és el nom de ploma de Josep Plana Aspachs (Berga, 10 d'agost de 1953), un poeta i traductor català. Viu a Barcelona.

## Obres
- Els ulls clucs. Barcelona: Editorial Granollers, 1993
- Llibre del poema nu. Palma: Moll, 1993
- Parèntesi vital (junt amb Anatomia del somni i Els crims invisibles). Andorra la Vella: l'autor, 1995
- Daltonià. Masnou, el: Ajuntament, 1996
- Salvador. Andorra la Vella: l'autor, 1997
- Llibre de plagis. València: Amós Belinchón, 1998
- Manila 51. Barcelona: Editorial Granollers, 1998
- La grisa neu. Barcelona: Columna, 1998
- Llibre de mercès. València: 7 i mig, 2000
- Les dents del tauró. Barcelona: Témenos, 2016
- Cant de Ciutat. Barcelona: Viena Edicions, 2018
- De l'univers estant i una mica més enllà. Barcelona: Servei de Publicacions de la UAB, 2018
- Lletres a Clara. Lleida: Pagès Editors, 2019
- Ortigues a les golfes. Torrelles de Llobregat: Ateneu Torrellenc, 2019
- Porus gebrats. Barcelona: Viena Edicions, 2020
- Maremorta. Vic: Çtrencada edicions, 2021
- Llibre gris. Lleida: Pagès Editors, 2025

## Premis literaris
- Òmnium Cultural de Granollers, 1992 (ex aequo): Els ulls clucs
- Bernat Vidal i Tomàs de Santanyí, 1993: Llibre del poema nu
- Ramon Comas i Maduell de Tarragona, 1993: La negra neu
- Nit Literària Andorrana - Grandalla de poesia, 1994: Parèntesi vital
- Nit Literària Andorrana - Grandalla de poesia, 1996: Salvador
- Hilari d'Arenys, 1996: L'univers pactat
- Goleta i Bergantí d'El Masnou, 1996: Daltonià
- Manuel Rodríguez Martínez de poesia d'Alcoi, 1997: Llibre de plagis
- 25 d'Abril de poesia de la Vila de Benissa, 1997: La grisa neu
- Òmnium Cultural de Granollers, 1997: Manila 51
- Ciutat de Sagunt - Jaume Bru i Vidal de poesia, 1999: Llibre de mercès
- Òmnium Cultural de Granollers, 2001: Mandra (Poemes de Roc Espit)
- Goleta i Bergantí d'El Masnou, 2004: Llibre de tardor (Poemes de Pere Roure)
- Mn. Narcís Saguer de Vallgorguina, 2015: Les dents del tauró
- 42è Premi Vila de Martorell de Poesia Catalana, 2017: Cant de Ciutat
- XXIII Premi de poesia «Miquel Martí i Pol» de Cerdanyola del Vallès, 2018: De l'univers estant i una mica més enllà
- X Premi de poesia Jordi Pàmias de Guissona, 2018: Lletres a Clara
- XXIV Premi de poesia Joan Llacuna Ciutat d'Igualada, 2019: Porus gebrats
- I Premi de poesia L'Atiador de l'Ateneu Torrellenc, Torrelles de Llobregat, 2019: Ortigues a les golfes
- XLI Premi de poesia «Jacint Verdaguer» de l'Ajuntament de Calldetenes, 2020: Maremorta
- V Premi Pont Vell de Poesia de Montblanc, 2024: Llibre gris